# Nemoria unitaria
Nemoria unitaria är en fjärilsart som beskrevs av Alpheus Spring Packard 1873. Nemoria unitaria ingår i släktet Nemoria och familjen mätare. Inga underarter finns listade i Catalogue of Life.